# Valentyina Nyikolajevna Zsuravljova
Valentyina Nyikolajevna Zsuravljova Валенти́на Никола́евна Журавлёва (Baku, 1933. július 17. – Petrozavodszk, 2004. március 12.) szovjet-orosz tudományos-fantasztikus írónő.

## Élete
A Bakui Orvostudományi Intézet gyógyszerészi karán végzett 1956-ban. Első tudományos-fantasztikus történeteit 1958-ban publikálta a Знание — сила és a Техника — молодёжи című lapokban. 1963-ban lett a Szovjet Írószövetség tagja. 1990-től élt Petrozavodszkban, férje a neves mérnök, tudományos-fantasztikus író és feltaláló Genrih Szaulovics Altsuller volt. 
Az 1960-as évek szovjet tudományos-fantasztikus irodalmának volt egyik jelentős szerzője, munkáiban elsősorban az emberi psziché, a gondolkodás, az intelligencia problémáira fókuszált. Több cikket tett közzé a sci-fi filmművészettel kapcsolatban is. 

## Válogatott munkái
- Сквозь время, 1960
- Человек, создавший Атлантиду, 1963
- Снежный мост над пропастью, 1971
- Летящие во Вселенной, 2002

## Magyarul megjelent művei
- Hóhíd a szakadék fölött (regény, Kozmosz Fantasztikus Könyvek, 1974)
- Utazás a vita csomópontjába (novella, Pokoljárás a világűrben című antológia, férjével közös szerzőség, Kozmosz Könyvek, 1967)
- Leonardo (novella, Ház kísértettel című antológia, WORLD SF, 1988)

## Fordítás
- Ez a szócikk részben vagy egészben  a(z)   Журавлёва, Валентина Николаевна című orosz Wikipédia-szócikk ezen változatának fordításán alapul.  Az eredeti cikk szerkesztőit annak laptörténete sorolja fel. Ez a jelzés csupán a megfogalmazás eredetét és a szerzői jogokat jelzi, nem szolgál a cikkben szereplő információk forrásmegjelöléseként.